# Lucrecia de Lorenzo de Médici
Lucrecia de Lorenzo de Médici (Florencia, 4 de agosto de 1470-Florencia, 15 de noviembre de 1553), hija de Lorenzo el Magnífico y de Clarisa Orsini.

## Biografía
Fue la primogénita de Lorenzo de Médici y de su esposa Clarisa Orsini, fue bautizada el 21 de agosto de 1470 con los nombres de Lucrecia María Romola.
Fue retratada al poco tiempo de nacer por Sandro Boticelli en la Virgen del Magnificat, donde aparece como Niño Jesús en los brazos de su abuela (como la Madonna) y rodeada por su padre y tíos, representados como ángeles.
El 10 de septiembre de 1486 se casó con Jacobo Salviati.
Lucrecia llegó a ser abuela de diez niños y murió a la edad sumamente avanzada de 83 años, considerando la época.

## Matrimonio e hijos
De la unión con Jacobo Salviati nacieron 10 hijos, algunos de los cuales fueron de gran importancia para la historia de Florencia, de Italia y de todo el Renacimiento:
- Giovanni, (1490 - 1553), cardenal;
- Lorenzo, (1492 - 1539), senador y mercader;
- Pedro, patricio;
- Helena (c. 1495 - 1552), casada con el marqués Pallavicino Pallavicino y en segundas nupcias con el príncipe Jacobo V de Appiano de Aragón;
- Bautista, (1498 - 1524);
- María, (1499 - 1543), casada con Juan de las Bandas Negras uniendo con este matrimonio las ramas principales de los Médici, fue madre de Cosme I de Médici;
- Francisca, (1504 - ?), casada con Piero Gualterotti y en segundas nupcias con Octaviano de Médici, padres del Papa León XI;
- Bernardo, (1508 - 1568), cardenal;
- Alamanno (1510 - 1571), patricio.